# 圣阿斯捷 (洛特-加龙省)
圣阿斯捷（法語：Saint-Astier，法語發音：[sɛ̃.t‿astje]）是法国洛特-加龙省的一个市镇，位于该省西北部，属于马尔芒德区。

## 地理
圣阿斯捷（44°43'45"N, 0°15'17"E）面积9.56 平方千米，位于法国新阿基坦大区洛特-加龍省，该省份为法国西南部内陆省份，北起多爾多涅省，西接吉倫特省和朗德省，南至热尔省，东临塔恩-加龙省和洛特省。
与圣阿斯捷接壤的市镇（或旧市镇、城区）包括：卢贝斯-贝尔纳克、圣让德迪拉斯、圣塞尔南、迪拉斯新城。
圣阿斯捷的时区为UTC+01:00、UTC+02:00（夏令时）。

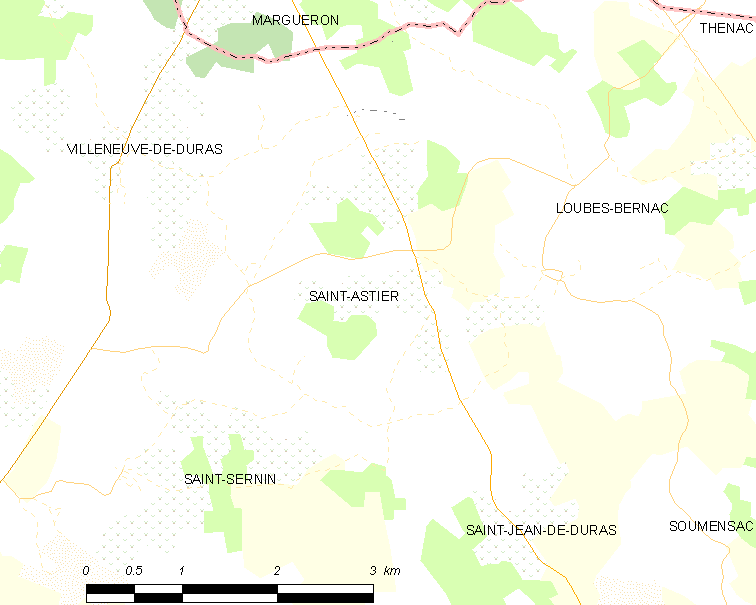
圣阿斯捷的OSM定位图

## 行政
圣阿斯捷的邮政编码为47120，INSEE市镇编码为47229。

## 政治
圣阿斯捷所属的省级选区为吉耶讷山丘县。

## 交通
洛特-加龙省省道D19线和D244线在境内十字交汇。

## 人口

1962-2008年间圣阿斯捷人口变化图示

圣阿斯捷于2022年1月1日时的人口数量为213人。